# Serra del Mig (Font-rubí)
La Serra del Mig és una serra situada al municipi de Font-rubí a la comarca de l'Alt Penedès, amb una elevació màxima de 545 metres.